# ظاهرة المهرج 2016

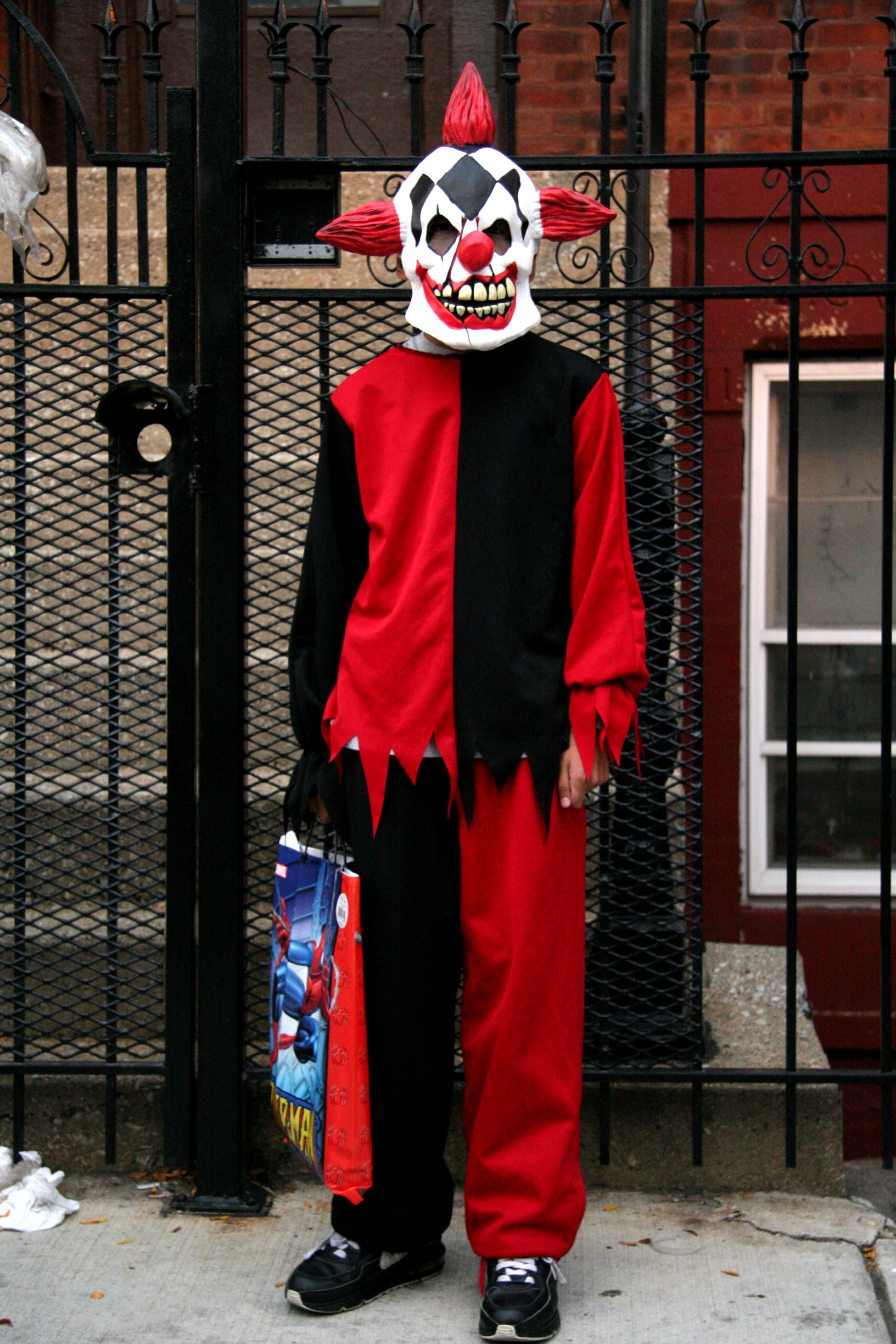
مثال على مهرج شرير

ظاهرة المهرج أو المهرجين في عام 2016 هي عبارة عن تقارير عن أشخاص متنكرين في هيئة مهرجين أشرار في أماكن غير لائقة، مثل الغابات القريبة والمدارس. تم الإبلاغ عن الحوادث في الولايات المتحدة وكندا، وبعد ذلك في بلدان وأقاليم أخرى منذ أغسطس 2016. تم الإبلاغ عن المشاهدات لأول مرة في غرين باي، ويسكونسن فيما تبين أنه عمل تسويقي لفيلم رعب. انتشرت هذه الظاهرة لاحقًا إلى العديد من المدن الأخرى في الولايات المتحدة، وأبرزها كارولاينا الجنوبية حيث أخبر صبي يبلغ من العمر 9 سنوات والدته أن رجلين مشبوهين كانا يرتديان زي المهرجين حاولا استدراجه إلى الغابة القريبة. بحلول منتصف أكتوبر 2016، تم الإبلاغ عن مشاهد وهجمات لمهرجين في جميع الولايات الأمريكية تقريبًا، 9 من أصل 13 مقاطعة ومنطقة في كندا، و 18 دولة أخرى.
قبل سلسلة الحوادث في عام 2016، حدثت العديد من المشاهدات لأشخاص يرتدون زي المهرجين في أماكن غريبة أو غير لائقة في مختلف أنحاء العالم منذ عام 2013. انتشرت صور ومقاطع الفيديو لمشاهدة هؤلاء السبّاقين من خلال منشورات وسائل التواصل الاجتماعي والمشاركة الفيروسية (سريعة الانتشار) للمحتوى، وعلى الأخص من دي إم برانكس، وهي قناة مقالب إيطالية على موقع يوتيوب.

## النطاق والجدول الزمني وآثار المشاهدة

### مشاهد السبّاقين
كان أحد الأحداث السابقة المحتملة هو مشاهد عام 2013 للـ «المهرج مخيف» في نورثهامبتون، إنجلترا. كانت مشاهدات المهرج في نورثهامبتون، التي كانت في المدينة خلال شهري سبتمبر وأكتوبر 2013، من عمل ثلاثة صانعي أفلام محليين، وهم أليكس باول وإليوت سيمبسون ولوك أوبانسكي. شارك المهرج نظرات مماثلة مع بينيوايز المهرج الراقص (Pennywise the Dancing Clown) من كتاب ستيفين كينغ إت (It). بدأ الثلاثي صفحة على الفيسبوك لما يسمى بـ «مهرج نورثامبتون» وكانوا يستخدمون المظاهر لتوجيه حركة المرور إلى صفحتهم على فيسبوك.
في مارس 2014، بدأ ماتيو موروني من مدينة بيروجيا الإيطالية، صاحب قناة دي إم برانكس على يوتيوب، في ارتداء ملابسه كمهرج شرير وإرهاب المارة المطمئنين، حيث حصدت مقاطع الفيديو الخاصة به مئات الملايين من المشاهدات. ظهرت سلسلة من المشاهدات في كاليفورنيا، الولايات المتحدة الأمريكية في أكتوبر 2014، والتي تركزت حول «مهرج واسكو»، وحدثت بشكل أساسي في منطقة واسكو بولاية كاليفورنيا مع ظهور صور على وسائل التواصل الاجتماعي.
شوهد شخص يرتدي ملابس المهرج في مقبرة في شيكاغو، إلينوي في يوليو 2015. شارك في هذا الحادث اثنان من السكان الذين شاهدوا «المهرج المخيف» وهو يتسلق البوابة في مقبرة روزهيل في وقت متأخر من الليل. بعد دخول المهرج إلى المقبرة، استدار لمواجهة السكان وبدأ في التلويح ببطء أثناء قيامهم بتسجيل الفيديو. بعد التلويح لبضع ثوان، ركض المهرج في منطقة غابات مظلمة ولم يشاهد مرة أخرى. ولم يؤد تحقيق الشرطة في المشاهدة إلى أي اعتقالات.

### أحداث 2016 وتأثيرتها
بدأت ظاهرة المهرج لعام 2016 في جرين باي، ويسكونسن في أوائل أغسطس. بدأت خمس صور لمهرج مخيف يتجول في موقف سيارات شاغر تحت جسر في وسط مدينة جرين باي ليلاً في الانتشار في 1 أغسطس 2016. تم إنشاء صفحة على فيسبوك بعد وقت قصير من ادعاء أن المهرج كان يسمى «غاغز» (Gags). في الأيام التي تلت ذلك، انتهى الأمر بمناقشة الصور في العديد من وسائل الإعلام بما في ذلك فوكس نيوز ويو إس ايه توداي وذا يونغ تركس. تم تأكيد الشكوك حول علاقة الشخصية بفيلم رعب عندما أعلن أحد المخرجين من ولاية ويسكونسن أن الصور كانت بمثابة حيلة تسويقية لفيلم قصير بعنوان «غاغز» لم يُطرح. بعد ذلك تم إنتاج فيلم روائي طويل على أساس الفيلم القصير وعرض لأول مرة في عام 2018 مع إصدار واسع مخطط له في سبتمبر 2019.
بعد حادثة ويسكونسن، بدأت العديد من الحوادث الأخرى في الظهور في مختلف أنحاء الولايات المتحدة، وعلى الأخص في غرينفيل، كارولاينا الجنوبية في نهاية أغسطس 2016. في أوائل أكتوبر 2016، تم الإبلاغ عن مزيد من الحوادث في كندا وحدث الأول في المملكة المتحدة وأستراليا. ووُصفت الجاليات البريطانية بأنها «مرعوبة» وتم الضغط على موارد الشرطة.
طوال هذا الوقت، تلقت مواقع التواصل الاجتماعي على الإنترنت العديد من المنشورات المتعلقة بهذه الظاهرة. اتخذ رئيس رابطة المهرجين العالمية، راندي كريستنسن، موقفًا ضد الاتجاه الحالي للناس الذين يرتدون ملابس المهرجين لإخافة الناس. تأثر السيرك والأعمال التجارية الأخرى المرتبطة بالمهرجين. في أكتوبر 2016، قررت سلسلة مطاعم ماكدونالدز أن رونالد ماكدونالد سيظل بعيدًا عن الأضواء نتيجة للحوادث. وصف أحد علماء الاجتماع عام 2016 بأنه «وقت سيئ ليكون شخصًا ما مهرجًا محترفًا». تم ربط جنون المهرج القاتل بزيادة كبيرة في مبيعات بدلات المهرج في جلاسكو، اسكتلندا والأماكن القريبة منها. خلال يوم الهالوين، قرر بعض سكان فلوريدا التسلح أثناء فترة إعطاء الحلوى.

### تحذيرات
في 12 أكتوبر، أصدرت السفارة الروسية في لندن تحذيرًا للمواطنين الروس والبريطانيين بسبب ذعر المهرج.
في 13 أكتوبر، حذرت الشرطة الفيجية الناس من التورط في الأحداث.

### حظر وسحب أزياء المهرج
سحبت العديد من المتاجر النيوزيلندية أزياء المهرج من أرففها. في الولايات المتحدة، أصدرت مقاطعة مدرسة إيست سايد يونيون الثانوية، ومنطقة مدرسة ويست ميلفورد، ومنطقة مدرسة أوهايو، ومدارس سبرينغبورو المجتمعية، حظرًا شاملاً على جميع أزياء المهرج وأقنعة المهرج بالإضافة إلى السياسات والقيود الموجودة سابقًا. قامت شركة تارغيت بسحب أقنعة المهرج من موقعها على الإنترنت ومخازنها نتيجة الخوف، كما فعلت شركة كنيديان تاير. طلبت قرية ميمراكوك في نيو برونزويك من السكان عدم ارتداء ملابس المهرجين في يوم الهالوين. صدرت تعليمات لموظفي المنتزهات الترفيهية بإزالة أي زي مرعب ومكياج قبل مغادرة العمل.

### التهديد بـ «تطهير المهرج» وعواقبه
بحلول 25 أكتوبر 2016، أفادت العديد من وسائل الإعلام عن «تطهير» أو «هجوم» مزعوم لمهرج، والذي كان من المفترض أن يحدث عشية يوم الهالوين عام 2016. في حين لم تكن هناك هجمات «تطهير» واسعة النطاق على أنها مهددة، تعرضت عائلة من فلوريدا للهجوم في 31 أكتوبر 2016 من قبل مجموعة من حوالي 20 شخصًا يرتدون أقنعة مهرج (وأقنعة على غرار فيلم ذا بورج The Purge). لم يتم إجراء أي اعتقالات.
ألهمت هذه المشاهدات فيلم الرعب القادم بعنوان بيهايند ذا سايتينغز(Behind the Sightings)، من إخراج توني كادويل.

### مطاردات
أخذ الكثير من الناس مضارب البيسبول إلى الشوارع لاصطياد المهرجين. شكل طلاب الكلية حشود. انتشرت شائعات عن هجمات المهرجين في المخيمات.

## حوادث

### أستراليا
في 7 أكتوبر، تم الإبلاغ عن العديد من هذه المشاهد في كامبلتاون، نيو ساوث ويلز. تم رفع أربع صور للمشاهد في المدينة على الإنترنت؛ أظهرت أحدهم مهرجًا يُطرح أرضًا. منذ 7 أكتوبر، كانت هناك مشاهدات متعددة عبر المدن الأسترالية الكبرى، بما في ذلك سيدني وملبورن وبريسبان وأديلايد وبيرث.
في 8 أكتوبر، حوالي الساعة 9:30 في المساء، كانت فتاتان تبلغان من العمر 12 عامًا مع أحد الوالدين يشترون الآيس كريم عندما هاجمهما مهرج مخيف. أثناء مهاجمته للفتيات، حاول المهرج سرقة هاتف إحدى الفتيات.

### البرازيل
في أكتوبر، تم تسجيل مشاهدة في كوريتيبا.
أدت الأحداث في البرازيل وفي جميع أنحاء العالم إلى احتجاج مهرجين محترفين في ريو غراندي دو سول في أواخر أكتوبر.[بحاجة لمصدر]

### كندا

#### ألبرتا
في 5 أكتوبر، في إدمونتون، تم إغلاق مدرسة هاري أينلي الثانوية بسبب مخاوف المهرجين على وسائل التواصل الاجتماعي. في اليوم التالي، تم الإبلاغ عن حوادث أخرى في المدينة في مدرسة كاثوليكية ومدارس إعدادية (متوسطة). بالإضافة إلى ذلك، وقعت حادثتا مشاهدة في فورت ساسكاتشوان، وهي مدينة تقع مباشرة شمال شرق إدمونتون. في وقت لاحق، اعترف شاب يبلغ من العمر 15 عامًا بارتداء ملابسه كواحد من المهرجين في شرطة الخيالة الملكية الكندية في فورت ساسكاتشوان.
في أماكن أخرى من المقاطعة، تلقت دائرة شرطة كالغاري رسائل من العديد من سكان كالغاري بخصوص صور تصور أشخاصًا يرتدون زي مهرجين في المدينة.

#### كولومبيا البريطانية
في 6 أكتوبر، اعتُقل صبيان يرتديان زي المهرجين، بعد تهديد بإغلاق المدارس في منطقة الأمير جورج. تم القبض على المراهقين، 16 و 17 عاما، في مدرسة ثانوية في المنطقة.

#### نيو برونزيك
تحقق الشرطة في عدة مواجهات مع مهرجين مخيفين في مجتمعات نيو برونزويك. شوهد شخص يرتدي زي مهرج يحاول القفز أمام السيارات في مجتمع ريبيلز.

#### نيوفاوندلاند ولابرادور
تلقت السلطات المحلية شكوى بشأن مشاهدة «مهرج مخيف»، مما دفع بالتحقيق في غاندر، وسط نيوفاوندلاند.

#### مقاطعة نفوفا سكوشيا
في أوائل أكتوبر، شوهد أشخاص يرتدون زي المهرجين في هاليفاكس، وهاموندز بلينز، ودارتماوث، نوفا سكوشا.
ردت الشرطة على مشهد في مدرسة هاليفاكس ويست الثانوية. كما تدخل أشخاص يرتدون زي المهرجين في مجتمع خليج جلاس في حركة المرور. ألقت الشرطة في ميناء كلارك القبض على رجل يبلغ من العمر 24 عامًا يرتدي قناع مهرج. وذكر شهود عيان أنه يتمسك بملابس صبي صغير.

#### نونافوت
في النصف الأول من شهر أكتوبر، كانت هناك عدة تقارير عن أشخاص يرتدون زي المهرجين في قرية رانكين إنليت، نونافوت.

#### أونتاريو
في أوائل أكتوبر، شوهد أشخاص يرتدون زي المهرجين وهم يطاردون الأطفال أثناء المغدارة في مدرسة البابا فرانسيس الكاثوليكية، وهي مدرسة ابتدائية في تورنتو. اعتقلت الشرطة شابين يبلغان من العمر 15 عاما على صلة بالحادث. يُعتقد أنهم طلاب سابقون في المدرسة وكانوا يصورون أنشطتهم من أجل مقطع فيديو على يوتيوب. وقالت الشرطة إن المشتبه بهم لم يمسوا الطلاب. بالإضافة إلى ذلك، قال المتحدث باسم مجلس مدرسة مقاطعة تورونتو الكاثوليكية جون يان إن مجموعة تسمى «المهرجون في الستة» قد حددت على وجه التحديد مدارس ثانوية مختلفة في تورنتو كأهداف لهجمات المهرجين المحتملة.
في 6 أكتوبر 2016، قامت مجموعة من الأشخاص يرتدون زي المهرجين بإرسال رسالة على حساب إنستغرام تقول: «نحن قادمون إلى لندن والمدارس الثانوية في أونتاريو والمناطق المحيطة. سنقوم باختطاف الطلاب وقطع رؤوس المعلمين، نحن لا نتحايل في الأرجاء». اكتسب الحساب اهتمامًا في مدينة لندن وكذلك سانت توماس والبلدات والبلديات المحيطة. بعد أيام قليلة، اقترب رجل يرتدي زي المهرج من طالبة في مدرسة الأم تيريزا الكاثوليكية الثانوية في شمال لندن. ركض الرجل نحوها واقترب من المدرسة نفسها. التقط العديد من الطلاب صورًا على تطبيق التواصل الاجتماعي سناب شات، حيث كان الرجل يهرب من مكان الإقامة. تم إغلاق كل من مدرسة كلارك رود الثانوية ومدرسة إتش. بي. بيل الثانوية خلال الأيام التالية. خلال ذروة «وباء المهرجين»، منع مجلس مدرسة منطقة لندن الكاثوليكية الطلاب من ارتداء أزياء المهرج خلال احتفالات الهالوين في ذلك العام.

#### كيبيك
في 9 أغسطس، ورد أن أشخاصًا يرتدون زي المهرجين كانوا يطاردون الأطفال في جاتينو، كيبيك.
في 2 أكتوبر، ظهر مقطع فيديو لشخص يرتدي زي مهرج في منتصف طريق ترابي في كيبيك، بمنشار يطارد سيارة على الأقدام. في 14 أكتوبر، في مونتريال، طارد مهرج مراهق بمضرب بيسبول. اتصل بالشرطة، لكن لم يتم العثور على الجاني.

### تشيلي
في أكتوبر، تم تصوير مقطع فيديو لرجل يرتدي زي مهرج يتجول بمضرب بيسبول في رانكاغوا، مقاطعة كاتشبوال، يطارد مصور مقطع الفيديو وجماعته من الأصدقاء.

### كرواتيا
بدأت المشاهد في كرواتيا في 16 أكتوبر في أوسييك، ثم تبعتها في مدن أخرى، مثل كارلوفاك وتريلي. يُزعم أن بعض المراهقين قاموا بضرب شخص يرتدي زي مهرج في أوسييك، وفي 21 أكتوبر، تم القبض على أول ثلاثة أشخاص يرتدون زي المهرجين في كارلوفاك. في 22 أكتوبر، تم اعتقال شخص آخر يرتدي زي مهرج في فاراجدين. قال وزير الداخلية الكرواتي فلاهو أوريبيتش في مقابلة مع قناة آر تي إل تي في إن الشرطة الكرواتية ستتعامل مع هذه القضية وتضمن سلامة المواطنين.

### الدنمارك
تلقت أقسام الشرطة في جميع أنحاء البلاد 22 تقريرًا عن مشاهدات في المجموع بحلول 17 أكتوبر.
في 12 أكتوبر، كان رجل يقود سيارته إلى منزله من مباراة كرة قدم عندما اكتشف رجلاً يحمل فأسًا يرتدي زي مهرج يقف في منتصف الطريق. كاد الرجل أن يضرب المهرج، الذي تبين لاحقًا أنه صبي يبلغ من العمر 13 عامًا.
في 14 أكتوبر، تتبع رجل يرتدي زي مهرج رجل آخر في هولبيك. تمكن الرجل من لكم المهرج في وجهه. ذكرت الشرطة أن كلا الطرفين يواجه خطر المحاكمة.

### فنلندا
في 18 أكتوبر، شوهدت شخصان يرتدون زي المهرجين في توسولا. أولاً، قفز حوالي 10 أشخاص يرتدون زي المهرجين من شاحنة رمادية اللون في ساحة اللعب بالمدرسة. بدأوا في مطاردة ثلاثة أطفال هربوا إلى نفق، حيث كان مهرج آخر ينتظر بالمنشار. في وقت لاحق، كان شخصان بالغان يركضان خلف طفل واحد على الأقل يرتديان ملابس بيضاء وأقنعة على شكل خنزير ويخيفون المراهقين. في مساء يوم 22 أكتوبر في منطقة كاليو، هلسنكي، قفز مهرّجان أمام رجل يبلغ من العمر 30 عامًا كان يركض مع كلبه. عض الكلب أحدهما ولكم الرجل آخر من المهرجين. ومع ذلك، تمكن المهرجون من الفرار. قدم الرجل محضرًا للشرطة بالحادث، ولم تعثر الشرطة على المشتبه بهم. وكانت هناك أيضا مشاهد من الناس يرتدون زي المهرجين في توركو، لوفيا، فاسا، روفانيمي، بورفو، إسبو، فانتا، نورميجارفي، كوتكا، راوما، ريهيماكي، سافونلينا، أولو، كيريماكي، بايكساماكي، فاركاوس ويبافيرتا.

### ألمانيا
في 15 أكتوبر الساعة 2:00 صباحًا في ويسل، أبلغ رجلان عن رجل يرتدي قناع مهرج يحمل سكينًا ومسدسًا.
في 21 أكتوبر، تم الإبلاغ عن أشخاص يرتدون زي المهرجين في بلدتين شمال ألمانيا. قام أحدهم باستخدام مضرب بيسبول في مدينة روستوك بمهاجمة رجل، وتركه مصابًا بكدمات. وهدد آخر في نفس البلدة شابا يبلغ من العمر 15 عاما بسكين. في مدينة غرايفسفالد المجاورة، اشتمل تقريران منفصلان عن مهرج يستخدم منشار جنزيري. حدثان آخران في غرايفسفالد تضمن طفلان صغيران خائفان من شخص يرتدي زي مهرج.
في 25 أكتوبر، طعن شاب يبلغ من العمر 14 عامًا بسكين في برلين شابًا آخر يبلغ من العمر 16 عامًا كان يرتدي زي مهرج. خضع الشاب البالغ من العمر 16 عامًا لعملية جراحية.
في 29 أكتوبر، أعلنت وزارة الداخلية الألمانية عن «سياسة عدم التسامح» تجاه ملابس المهرج المخيفة قبل يوم الهالوين. أفيد أنه خلال الأسابيع العديدة الماضية في ألمانيا، كان هناك 30 تقريرًا عن حوادث شملت هجمات أو سرقات أو اعتداءات.

### أيرلندا
وردت تقارير عديدة عن حوادث تتعلق بأشخاص يرتدون زي المهرجين، لكن لم يتم القبض على أحد.
في 10 أكتوبر، اعتذر منظمو منزل مسكون في يوم الهالوين بعد أن ارتدى ثلاثة أشخاص زي مهرجين أشرار وحملوا مناشير مقلدة لإخافة الطلاب في أرض مدرسة نيوبارك الشاملة في بلاكروك، دبلن. وقيل إن المهرجين ينشرون الجاذبية ولا يدركون أن المكان ملكية خاصة. قال المتحدث باسم تنظيم المنزل المسكون إنه «لا يرتبط بأي شكل من الأشكال بظاهرة» المهرج المخيف«التي تجتاح المملكة المتحدة والولايات المتحدة». بعد الحادث قالت الشرطة إنها تأخذ ظاهرة المهرج على محمل الجد وسيتم التحقيق في التقارير. بعد البيان أفيد أن مهرجًا بفأس اقتحم منزلًا في مقاطعة كيلدير، وأخاف طفلاً. كانت هناك تقارير عن مهرجين يقفزون من الأدغال لتخويف أطفال المدارس. في منتصف أكتوبر، أصدرت شرطة دوندالك تحذيرا قالت فيه «أصيب عدد من الأشخاص في إطار هذه الظاهرة وننصح الناس بعدم المشاركة فيها» وأنه «يمكن اعتباره خرقًا لقانون النظام العام أو قانون الجرائم ضد الأشخاص».

### المكسيك
في 5 أكتوبر، وجه سكان مونتيري، نويفو ليون تحذيرات على فيسبوك من وجود لصوص يرتدون زي المهرجين في المنطقة. جاء في تنبيه مجموعة فيسبوك أن المهرجين اعتدوا على أحد المارة وهو يمشي طريقه إلى المنزل.
في الصباح الباكر من يوم 7 أكتوبر، ذكرت عدة مصادر إخبارية أنه تم العثور على رجلين يرتديان زي المهرجين ميتين في إيكاتيبيك، إحدى ضواحي مكسيكو سيتي، ربما بسبب تعرضهما للضرب حتى الموت على أيدي مجموعة من الناس بعد أن كان المهرجون يخيفون الناس. لاحقًا تبين أن هذا الخبر غير صحيح. استخدمت المواقع الإخبارية التي أبلغت عن الحادث صورة لمهرجين قُتلا في غواتيمالا في مارس 2015.

### نيوزيلندا
تم الإبلاغ عن مشاهد في العديد من مدن نيوزيلندا، كما هو الحال في أوكلاند حيث تم التقاط مهرج مخيف بالكاميرا في مكتبة جامعة أوكلاند.

#### دنيدن
تم القبض على رجل يرتدي زي المهرج في دنيدن لإخافته المارة. وقف أربعة أشخاص يرتدون زي المهرجين خارج منزل مراهقة، وكانوا يهددون بقتلها.

#### هاملتون
في النصف الأول من أكتوبر، هاجم شخصان يرتديان زي المهرجين امرأة.
في النصف الثاني من شهر أكتوبر، سرق شخص يرتدي زي مهرج صندوق يحتوي على جعة وسلمها إلى شريك في يركب الدراجة.

#### المدن والمواقع الأصغر
كان ثلاثة أبناء لامرأة يلعبون كرة السلة في مدرسة ديسكفري في بوريرو واقترب من أحد الأبناء شخص يرتدي زي مهرج. ثم اتصلت الأم بالشرطة. حث متحدث باسم الشرطة المجتمع على التزام الهدوء.
في منتصف أكتوبر، كان رجل يرتدي قناع مهرج اشتبه به في قطع إطارات سيارة في تيمارو.

### هولندا
في 10 أكتوبر، تم الإبلاغ عن حوادث مختلفة لشخص يرتدي زي مهرج ويمسك بسكين يطارد ويخيف الأطفال في ألمير بويتن. بدأت الشرطة تحقيقًا رسميًا للعثور على الشخص المسؤول وطلبت علنًا تحديد هويتهم والتوقف عن التسبب في اضطرابات عامة.
شوهد شخص يرتدي زي مهرج في حي روارد في أوس في 10 و 11 أكتوبر.
في 14 أكتوبر، تم القبض على صبي يبلغ من العمر 17 عامًا يرتدي زي مهرج في رورموند، ليمبورغ لأنه قام بالقفز باتجاه السائقين وإخافتهم.

### النرويج
في 11 أكتوبر، في بودو، كان شابان يرتديان أقنعة مهرجين ويحملان الخفافيش والعصي ويخيفان الناس. سلم الاثنان نفسيهما إلى السلطات في وقت لاحق من تلك الليلة.
في إيدزفاج، تم الإبلاغ عن رؤية في محطة بنزين.

### سنغافورة
في 29 أكتوبر، قام شاب يبلغ من العمر 19 عامًا بتصوير نفسه وهو يرتدي زي مهرج مخيف ويقفز باتجاه الناس. في اليوم التالي، احتجزت قوات شرطة سنغافورة الشاب في منزله واقتادته إلى مركز للشرطة لاستجوابه لعدة ساعات. كانت هذه أول حادثة تخويف معروفة ووحيدة تم الإبلاغ عنها في قارة آسيا.

### إسبانيا
في منتصف أكتوبر، تم تصوير شخص يرتدي زي مهرج مخيف وهو يقف بالقرب من طريق في لاردة.
كما تم الإبلاغ عن بعض المشاهد في باتيرنا (منطقة بلنسية). دعا مجلس المدينة إلى الهدوء وأصدر إرشادات للجيران لمعرفة كيفية التصرف.
في 28 أكتوبر، تم الإبلاغ عن حالة في مترو مدريد في محطة لورانكا (فوينلابرادا)، عندما هاجم شخصان يرتديان زي المهرج فتاة صغيرة.

### السويد
منذ ابتداء الأسبوع من يوم 10 أكتوبر، تم الإبلاغ عن مشاهد في العديد من المدن: ستوكهولم، مالمو، تيمرا، رونيبي، ينكوبينج، ميولبي، وفالون.
في 12 أكتوبر، طعن شخص يرتدي قناع المهرج صبيًا يبلغ من العمر 19 عامًا بسكين في كتفه في تفوكير.[بحاجة لمصدر]
في 13 أكتوبر، ذكرت امرأة في سكنينغ أنها تعرضت للتهديد من قبل مهرجين مسلحين بالسكاكين. في اليوم التالي، أصيب رجل في فاربرغ بسكين من قبل رجل يرتدي قناع مهرج.
بحلول منتصف أكتوبر، ورد أن الشرطة السويدية «غارقة» نتيجة مكالمات الطوارئ بسبب مشاهدة المهرجين والحوادث التي وقعت في جميع أنحاء البلاد. في 13 أكتوبر، حث وزير الداخلية السويدي أندرس يغمان السويديين على عدم الانضمام إلى ظاهرة المهرج.

### سويسرا
في الأسبوع الثالث من أكتوبر، تم الإبلاغ عن ثلاث مشاهدات على الأقل في زيورخ. وورد أن إحداها كانت عنيفة، حيث قام شخص يرتدي قناع مهرج بلكم شخص في بطنه.

### المملكة المتحدة

#### إنجلترا
ذكرت شرطة نورثمبريا أنه تم الإبلاغ عن ستة تقارير عن حوادث المهرج منذ بداية أكتوبر. على الرغم من عدم تعرض أي شخص للهجوم خلال تلك الحوادث، فإن بعض التقارير تشير إلى وجود مهرجين في منطقة نيوكاسل أبون تاين يقفزون من الأدغال لتخويف الأطفال، مع تقارير أخرى تتحدث عن مهرجين يطاردون الناس. في 4 أكتوبر، تم اعتقال صبي مراهق في بلاكيلو، بنيوكاسل أبون تاين، كمشتبه به في «مقلب» تحت عنوان المهرج.
في 7 أكتوبر، قفز رجل يلبس قناع بوجه مرسوم حاملاً سكينًا ويطارد طالبين يبلغان من العمر 11 و 12 عامًا كانا في طريقهما إلى أكاديمية هيرميتاج في تشيستر لو ستريت، مقاطعة دورهام، مما تسبب في وضع الطالبين في حالة ذعر، ولكن دون أن يصابون بأذى. وقالت شرطة دورهام إنها تحقق في الحادث. في نفس الليلة، واجه رجل في بليموث، جنوب غرب إنجلترا، مهرجًا بمطرقة أثناء عودته إلى المنزل من متجر تيسكو. وقف المهرج أمام الرجل، وسد طريقه، ثم عندما سُئل بأن يبتعد رفض التحرك، قبل أن يطارد الرجل المهرج بعيدًا. كانت شرطة ديفون وكورنوال تحقق في الحادثة.
في 9 أكتوبر، تم القبض على رجل يبلغ من العمر 30 عامًا يرتدي زي مهرج بعد مطاردة امرأة عبر حديقة إيتون في نورويتش، إيست أنجليا.
في 10 أكتوبر، شوهدت عصابة من ثلاثة أشخاص يرتدون زي المهرجين في مدينة ويلوين جاردن، هيرتفوردشاير. ذكرت شرطة كينت أنه كان هناك 59 حادثًا متعلقًا بالمهرجين بين 7 و 10 أكتوبر. في 11 أكتوبر، تم نقل صبي إلى المستشفى لوجود قطع في رأسه بعد أن ألقى مهرج جذع على رأسه في زقاق في دينينغتون، جنوب يوركشاير، قرب روثرهام. وبدأت شرطة جنوب يوركشاير تحقيقًا في الهجوم.
في 12 أكتوبر، تعامل تاجر في بلاكبيرن، لانكشاير على ما يبدو مع رجل يحمل سكينًا يرتدي زي مهرج وعانى من إصابات خطيرة في اليد. وقيل إن المهرج كان يرتدي باروكة شعر مستعار أخضر وكان يرتدي «بدلة رياضية خضراء حريرية مع خطوط صفراء أسفل الأكمام وحذاء قوطي طويل أسود.»

#### اسكتلندا
وفقا لشرطة اسكتلندا، كانت هناك عدة تقارير عن أشخاص يرتدون زي المهرجين لترويع الناس.
ادعى متسابق سابق في برنامج إكس فاكتور أنه تم مطاردته من قبل «مهرج» بحوزته مضرب بيسبول خارج ملهى ليلي في أبردين.
تسببت مشاهدة «المهرجين» في دنبار في اختناقات مرورية ويبدو أنهم كانوا يطاردون الأطفال. تم رصد مهرج وتم تصويره وهو يعبر طريقًا بالقرب من سوبر ماركت أسدا في المدينة.
كان «المهرجون» يقفزون من الأدغال لإخافة المشاة في بيرث ودندي.
اكتشف رجل يمشي مع كلبه «مهرجًا» بالقرب من مدرسة ابتدائية في ماذرويل. هرب المهرج بعد أن تبين أنه خائف من الكلاب، كما يتضح في الفيديو الذي تم تصويره من قبل الرجل.
أفاد أطفال يبلغون من العمر 10 سنوات يعيشون في إينفيرنيس أنهم رأوا «مهرجًا» في حديقة ألعاب كان مسلحًا بسلاح مجهول. ركضت منهم طفلة إلى المنزل، تاركتًا مركبة سكوتر ذو عجلتين. عادت أختها الكبرى مع صديقها إلى حديقة اللعب للحصول على مركبة السكوتر، لكنها اختفت، وأدركت أن المهرج قد سرقها.
في 27 أكتوبر، شوهد «مهرجون» في مدرستين في ليفينغستون ومدرسة واحدة في باثجيت. تم حبس التلاميذ في مدارس ليفينغستون في الفصول الدراسية ، خوفًا من اقتحام المهرجين.

#### ويلز
في 5 أكتوبر، صور صبي شخصًا يرتدي زي مهرج يخيف السائقين المارة في كارنارفون.
في 7 أكتوبر، أصيب تلميذ يبلغ من العمر 10 سنوات في تراديجار، جنوب ويلز بكدمة كبيرة بعد أن ألقى عليه مهرج حجرًا. تم الكشف عن الشخص كان يرتدي زي المهرج، شوهد وهو يخيف الناس في شارع في رايل، وأوقفته الشرطة، على أنه رجل مطلوب، وشوهد شخص آخر يرتدي زي مهرج في مرثير.
في 10 أكتوبر، أصيبت فتاة عمرها 10 سنوات في بريدجند بالذعر عندما اقترب منها أربعة أشخاص يرتدون أقنعة المهرج ويحملون «مطرقة ثقيلة» في حديقة. في نفس الليلة، قال كبير المفتشين بول ستانيفورث من شرطة جوينت: «تلقينا الآن 18 تقريرًا عن أشخاص يرتدون زي المهرجين في جميع أنحاء جوينت. تضمنت بعض التقارير مهرجين يجرون عبر الحدائق ويحدقون من خلال النوافذ، يتربصون حول مراكز التسوق والحدائق والمدارس ويقفزون من الأشجار».

#### إيرلندا الشمالية
في 5 أكتوبر، شوهد عدد من الأشخاص يرتدون زي المهرجين في بلفاست. في 7 أكتوبر، أغلقت مدرسة في كوليرين أبوابها لفترة قصيرة بسبب مخاوف من أن الناس الذين يرتدون زي المهرجين في طريقهم إلى المدرسة. في 7 أكتوبر، هدد مهرج الأطفال بسكين في ريفرسايد بارك، باليموني، مقاطعة أنتريم. قال حساب على منصة إنستغرام يُدعى "killerclownsballymoney" قال إن المهرج «سينتظر عند بوابات مدرسة باليموني الثانوية في الساعة 3:55، ويوم الاثنين سيكون دالريدا في الساعة 2:40» ظهرت على وسائل التواصل الاجتماعي صورة لمهرج يقف خارج كلية كوليباكي في قرية كوليباكي أصدرت الشرطة مقطع فيديو حثوا فيه الناس على عدم المشاركة في الظاهرة وقالوا إنهم يواجهون احتمال التعرض للاعتقال. في 12 أكتوبر، تم إغلاق كلية هولي ترينيتي في كوكستاون، مقاطعة تيرون بعد تهديد على وسائل التواصل الاجتماعي، وتم نشر ضباط الشرطة في المدرسة وأغلقت البوابة الأمامية. وندد تريفور ويلسون، السياسي في حزب ألستر الوحدوي، بهذا التهديد. بحلول منتصف أكتوبر، كان 10 أطفال قد تلقوا مشورة من الجمعية الوطنية لمنع القسوة ضد الأطفال بسبب مخاوف من المهرجين. حظرت مدرسة في باليكاسل بمقاطعة أنتريم ارتداء أزياء المهرج في حفلة يوم الهالوين أثناء المدرسة. ألقت الشرطة القبض على ثلاثة أشخاص يرتدون زي المهرجين بعد أن قاموا بإخافة الناس في مولاكريفي بارك، مقاطعة أرماغ.

### الولايات المتحدة الأمريكية
بعد حدوثها في الأصل في ساوث كارولينا، انتشرت المشاهدات والتهديدات إلى أكثر من أربعة أخماس ولايات البلاد، مقاطعة كولومبيا وإقليم بورتوريكو.

#### ألاباما
في الأسبوعين الثاني والثالث من سبتمبر، تم اعتقال ما مجموعه 9 أشخاص عبر ألاباما بتهمة التهديد. سبعة منهم واجهوا اتهامات جنائية. تم القبض على شاب يبلغ من العمر 14 عامًا بتهمة مخالفة لتهديد مدرسة رينبو المتوسطة في مدينة رينبو. تم القبض على اثنين من الأحداث المراهقين في مقاطعة كالهون، أحدهما بتهمة التهديد بإطلاق النار على مدرسة ساكس المتوسطة، والآخر بتهمة «طفل بحاجة إلى الإشراف». في مقاطعة إسكامبيا، ألقي القبض على شابة تبلغ من العمر 22 عامًا واثنان قاصران بتهمة التهديد الإرهابي لمدرسة في 15 سبتمبر.

#### ألاسكا
في 8 و 9 أكتوبر، نشرت امرأة على فيسبوك أن ابنتها شاهدت مهرجًا بالقرب من مدرسة فلويد درايدن المتوسطة في جونو، وأنه في ليلة 10 أكتوبر، طارد اثنان من المهرجين ومعهم أدوات حادة زميلتها في العمل أثناء وجودها في سيارتها.

#### أريزونا
قام شابان يبلغان من العمر 17 عامًا بسرقة تاكو بيل بمدينة فينيكس ودومينوز بيتزا أثناء ارتداءهم أقنعة المهرج. كان كلا اللصوص المزعومين مسلحين بأسلحة، وأطلقوا النار مرة واحدة خلال إحدى عمليات السطو، لكن لم يصب أحد. تم القبض على الاثنين بتهمة السرقة.

#### أركنساس
تم الإبلاغ عن أشخاص يرتدون زي المهرجين في لويل بالقرب من المدارس الابتدائية. تم القبض على شخص يرتدي زي مهرج في وسط مدينة بنتونفيل، أركنساس في 5 أكتوبر 2016.

#### كاليفورنيا
في 4 أكتوبر، هدد أشخاص يرتدون زي المهرجين حرم مدارس فيرفيلد وساكرامنتو وفاليخو العامة. تم الإبلاغ عن رؤية مهرج في تيميكولا.
في 5 أكتوبر، اتهم شخص يرتدي زي مهرج بمحاولة خطف طفل يبلغ من العمر سنة واحدة من والدته في كونكورد. لم يتم إجراء أي اعتقالات.
في نفس الليلة، في مدينة لانكستر بمقاطعة لوس أنجلوس، تم إبلاغ الشرطة بثلاث حوادث لمجموعات من الأشخاص يرتدون أقنعة مهرج وربما مسلحين بسكاكين مطبخ. بفي سان بيدرو، لوس أنجلوس، تم رصد اثنين من المهرجين من قبل الموظفين في مدرسة تيبر أفينيو الابتدائية وتكنولوجي ماغينت. يُزعم أن أحد المهرجين تتواجد كلمة «القاتل» على قناعه. في نورثريدج، لوس أنجلوس، في جامعة ولاية كاليفورنيا، نورثريدج، طارد مهرج وحيد طالبين في الحرم الجامعي.
تم القبض على مراهق يبلغ من العمر 14 عامًا من فونتانا بتهمة توجيه تهديدات تتعلق بالمهرج إلى المدارس.
في 6 أكتوبر، تم رصد أشخاص يرتدون زي المهرجين في مدارس متعددة بما في ذلك مدارس في وادي مورينو وساكرامنتو وبومونت . يُزعم أن أحد المهرجين سار حول حرم المدرسة وعليه لافتة كتب عليها "WEARECOMINGTOCALI" وتعني «نحن قادمون إلى كالي (يقصد بها ولاية كاليفورنيا)». تلقت إدارة شرطة هنتنغتون بيتش تقارير عن مشاهدتين منفصلتين للمهرجين في شاطئ هنتنغتون: أحدهما بالقرب من حديقة عامة واثنان بالقرب من مركز تسوق.
في نفس اليوم، أطلقت إدارة السلامة العامة في رونرت بارك تحقيقًا ردًا على تسع مشاهدات للمهرجين تم الإبلاغ عنها في المدينة في الأيام القليلة الماضية. في سانتا روزا القريبة، عملت مدارس مدينة سانتا روزا مع إدارة شرطة سانتا روزا للتحقيق في التهديدات المتعلقة بالمهرجين الموجهة لمدارس المنطقة، والتي كانت على ما يبدو خدع. تؤدي تقارير وسائل التواصل الاجتماعي حول النشاط المحتمل المتعلق بالمهرجين في مدرستي أنتيوك وأوكلاند في منطقة الخليج إلى تحقيقات من قبل شرطة المدينة. منعت المدارس في بيتسبيرغ الطلاب من وضع مكياج في يوم الهالوين بسبب ذعر المهرج.
ألقت شرطة ماريسفيل القبض على حدث بتهمة جناية لتوجيه تهديدات متعلقة بالمهرج بإطلاق النار على أشخاص في مدارس مقاطعة يوبا.
تم الاستشهاد بصبي يبلغ من العمر 11 عامًا من ساليناس بتهمة التنمر عبر الإنترنت في 8 أكتوبر لتوجيه تهديدات مهرج تجاه منطقة مدارس أليسال الابتدائية.
في 10 أكتوبر، شوهد «مهرج مخيف» وتم تصويره في حافلة سكة حديد بلدية سان فرانسيسكو ‏ في سان فرانسيسكو؛ ذهب المهرج عن المصورة بعد أن التقطت الصورة.
في 16 أكتوبر، اقترب شخص يرتدي زي مهرج يحمل سكينًا من رجل يجلس على شرفة منزله خارج منزله في سانتا كلاريتا، وأطلق صاحب المنزل مسدسًا في الهواء، مما أخاف المهرج. تم إلقاء القبض على شخص يرتدي زي مهرج من قبل نواب دائرة شرطة مقاطعة لوس أنجلوس لحيازته أدوات سطو، على الرغم من تكهنات الإدارة بأن المهرج الذي تم اعتقاله ليس على صلة بالشخص الذي كان يحمل السكين. واحتجز صاحب المنزل بعد أن عثر النواب على مخدرات وأسلحة نارية في منزله.
في 23 أكتوبر، ورد في البداية أن ثلاثة رجال كانوا يرتدون أقنعة المهرج ويحملون مسدسًا داخل مركز ويستفيلد سان فرانسيسكو، على الرغم من أنه تم الإبلاغ لاحقًا عن أن الرجال الثلاثة كانوا يحملون الأقنعة. أفاد أمن المركز أن المهرجين فروا من مكان الحادث بعد رؤيتهم.
في 23 أكتوبر، تم إبلاغ الشرطة بمشاهدة مشتبه به يرتدي زي مهرج في مجمع ويست فيليج أبارتمينت في يو سي دايفز. نشرت التغطية الإعلامية ونشرات الشرطة على المشتبه به على أنه يستخدم سلاحاً مجهول الهوية ويتحرش بالسكان.

#### كولورادو
في 30 سبتمبر، في دنفر، أبلغت طالبة الشرطة أن شخصًا يرتدي زي مهرج أمسك بها.
في أواخر سبتمبر، تم توجيه تهديدات بالعنف ذات الصلة بالمهرجين إلى منطقة مدرسة مقاطعة جيفرسون، مدرسة بودري الثانوية، مدرسة باليسيد الثانوية، مدرسة جراند جنكشن الثانوية، ومدرسة نورثريدج الثانوية.
في 6 أكتوبر، وقعت مشادة بين مهرج ورجل في بايكس بيك غرينواي تريل في كولورادو سبرينغز. ويُزعم أن الرجل طلب من المهرج التعريف عن نفسه، فرفض ذلك، ولكم الرجل المهرج في وجهه. وزُعم أن المهرج ضرب رأس الرجل بزجاجة ويسكي، مما أدى إلى نزفه. لم يتم إجراء أي اعتقالات في القضية.

#### كونيتيكت
تعرضت مدارس نيو هافن الثانوية، مثل إلاي وايتني، ويلبر كروس، كو-أب وجيمس هيلهاوس، للتهديد من قبل «جاكسون المهرج» على وسائل التواصل الاجتماعي. تم اعتقال فتاتين في وقت لاحق بسبب التهديدات.
في 13 أكتوبر، تم إغلاق مدرسة نيو بريتن الثانوية بعد حادثة متعلقة بالمهرج في المدرسة. تم القبض على امرأة تبلغ من العمر 35 عامًا ورجل يبلغ من العمر 39 عامًا لخرق السلام، وكانا يقودان سيارة بأقنعة مهرج وموسيقى صاخبة.
في أكتوبر، اتُهمت فتاتان صغيرتان في نوجاتوك بتوجيه تهديدات عبر الإنترنت تتضمن «مهرجين مخيفين».
أيضًا في أكتوبر، شهدت منطقة ميردين سلسلة من مشاهد وحوادث المهرجين المخيفة.

#### ديلاوير
تلقت شرطة ولاية ديلاوير وشرطة جامعة ديلاوير تقارير عن مشاهدة مهرجين.
ألقي القبض على طالبي مدرسة ثانوية في سميرنا ووجهت إليهما تهمة التهديد الإرهابي والتآمر بعد توجيه تهديدات لمهرجين بارتكاب أعمال عنف ضد طلاب آخرين على إنستغرام. تم إخلاء المدرسة الثانوية واكتسح فريق الكشف عن متفجرات كي 9 وتطهير المبنى.

#### فلوريدا
تم تلقي العديد من التقارير عن مشاهد من قبل مكتب عمدة مقاطعة النهر الهندي. في مقاطعة إنديان ريفر، في 28 سبتمبر، أثناء تمشية كلبها، أبلغت امرأة عن رؤية شخص يرتدي زي المهرج يخرج من خلف شجرة. كان الشخص يرتدي زي المهرج الأبيض، ويرتدي قناعًا، وشعره أحمر.
في 28 سبتمبر، طارد شخص يرتدي قناع مهرج مجموعة من زملاء الدراسة في منطقة فيرو ليك إستيتس بعد نزولهم من الحافلة.
أفادت امرأة بالقرب من حديقة فيكتوريا برؤية شخصين يرتديان زي مهرجين يحدقان فيها. نبهت الشرطة وكالات في المنطقة المحيطة. كما أجروا بحثًا عن خطوط السكك الحديدية ومناطق الغابات بالقرب من الطريق السريع 1 بالولايات المتحدة، لكنهم لم يتمكنوا من العثور عليها.
كما تم إغلاق العديد من مدارس فلوريدا بسبب الذعر. بالإضافة إلى ذلك، ظهرت تهديدات على وسائل التواصل الاجتماعي من أشخاص يتنكرون في هيئة مهرجين، حيث يهددون بالتسبب في إطلاق نار في المدرسة. تم اكتشاف أن أحد هؤلاء «المهرجين» هو صبي يبلغ من العمر 12 عامًا، قال إنه كان سيقتل الطلاب في مدارس مقاطعة باسكو وتم اعتقاله بعد ذلك.
في 15 أكتوبر، تورط شابان يبلغان من العمر 18 و 20 عامًا في حادثتين في ملبورن حيث ارتدوا زي المهرجين وطاردوا الناس وهم يحملون فأسًا ومضرب بيسبول. كما تورطوا في حادث ثالث في 20 أكتوبر. في إحدى الحوادث، ورد أن أحد المهرجين قفز أمام شخص وهدد بقتله. في 27 أكتوبر، تم القبض عليهما واحدًا منهم تم توجيه تهمة الاعتداء إليه، الآخر وجه إليه بأنه مسؤول من الدرجة الأولى.
في 23 أكتوبر، تم القبض على رجل يبلغ من العمر 26 عامًا في مونت دورا لحيازته بشكل غير قانوني بندقية بها رقم تسلسلي مخدوش. كان الرجل يرتدي قناع مهرج، وكان يهرب من نواب مقاطعة ليك، مما أدى إلى مشادة جسدية.
قال بعض الآباء إنهم يسلحون أنفسهم في ليلة الهالوين لحماية أطفالهم.
في ليلة الهالوين، هاجمت مجموعة من حوالي 20 شخصًا يرتدون أقنعة وأقنعة مهرج من فيلم ذا بورج، شخصين كانا يفحصان سيارتهما في مقاطعة أورانج. تعرض رجل للطعن وأُصيب، وتعرض آخر للاعتداء بعصا الهوكي.

#### جورجيا
تلقت إدارة شرطة لاغرانغ تقارير عن أشخاص يرتدون زي مهرجين في شاحنةٍ يجذبون الأطفال في 12 سبتمبر. تم القبض على شخصين في وقت لاحق لإبلاغ كاذب عن رؤية مهرج، وتم القبض على أربعة بتهمة «تهديد إرهابي» باستخدام أزياء المهرج. صرح رئيس شرطة دبلن، تيم شاتمان، أن شخصًا متورطًا في حادث سيارة أبلغ عن رؤية مهرج وانحرف لتجنب المهرج، على الرغم من عدم رؤية أحد متنكر بزي مهرج في وقت الحادث.

#### هاواي
في يوم 6 أكتوبر، ظهر منشور على منصة إنستغرام من قبل مجموعة من الأشخاص يرتدون زي المهرجين هددت بالعنف لمتوسطة وايناي، وهي مدرسة في منطقة وايناي. تضمن المنشور أيضًا حامية الجيش الأمريكي في هاواي.

#### أيداهو
في أوائل أكتوبر، وردت تقارير عن أشخاص يرتدون زي المهرجين وهم يتجولون في حرم المدارس وحول الشوارع، وبعضهم مسلح بأسلحة حديدية، في شرق ولاية أيداهو، بما في ذلك بلاكفوت.

#### إلينوي
في 4 أكتوبر، أفاد العديد من الطلاب في مدرسة غرينوود الابتدائية بأن ثلاثة أشخاص كانوا يرتدون زي المهرجين، أحدهم بحقيبة والآخر يحمل مسدسًا والآخر يحمل سكينًا، وقفوا على حافة ممتلكات المدرسة وهددوا الطلاب. وبحسب ما ورد أن الأشخاص الذين كانوا يرتدون زي المهرجين قاموا بعمل تهديدات للطلاب وفروا في سيارة دفع رباعي. وجرى تحقيق في الحادث من قبل قسم شرطة ووكيجان. استجابت مكالمة إلى قسم شرطة واوكيغان في تقرير تبين أن أطفال اختلقوه.
في 5 أكتوبر، قُبض على رجل يبلغ من العمر 20 عامًا في ألتامونت بولاية إلينوي بتهمة السلوك غير المنضبط بزعم أنه يرتدي قناع مهرج ويمسك بالمنشار، مما تسبب في إخافة امرأة وطفل.

#### ايوا
في 11 أكتوبر، قُبض على رجل يبلغ من العمر 18 عامًا يرتدي قناع مهرج بزعم مطاردة شخصين بمضرب بيسبول حديدي في أوربانديل.

#### كنساس
في 27 سبتمبر، شوهد شخص يرتدي زي مهرج وهو يزحف في الأدغال بالقرب من تقاطع شارع 85 و طريق باراليل ‏ في كانساس.
في 1 أكتوبر، في توبيكا، شوهد مهرج بالقرب من تقاطع جنوب شرق شارع 37 وجنوب شرق شارع آدامز. مرة أخرى في توبيكا، بعد بضعة أيام في صباح يوم 4 أكتوبر، شاهد الأطفال الذين كانوا ينتظرون في محطة للحافلات في شارع 2400 من جنوب شرق كولونيال درايف مهرجًا بسكين يطارد فتاة تبلغ من العمر 13 عامًا؛ ومع ذلك، بحلول الوقت الذي وصلت فيه الشرطة، اختفى المهرج ولم يُشاهد مرة أخرى.
خلال يوم 4 أكتوبر، في منطقة لورانس المجاورة، أفاد العديد من الأشخاص عن رؤية مهرجين يتربصون في جميع أنحاء حرم جامعة كانساس، حيث نشر العديد من الشهود صورًا على وسائل التواصل الاجتماعي. تسببت مشاهدة المهرجين في إغلاق نادي نسائي واحد. كما تم رصد أشخاص يرتدون زي المهرجين في لورانس بالقرب من مدرسة لورانس فري ستيت الثانوية، ولكن عند التحقيق، تبين أن هؤلاء المهرجين غير مؤذيين وكانوا يلوحون فقط للسيارات المارة. كما تم عمل تقارير عن وجود مهرجين في مدن كانساس تشانوت، وبيتسبيرغ، وبارسونز. لكن تم الكشف لاحقًا عن أن تقرير بارسونز كان مجرد خدعة.

#### كنتاكي
في 23 سبتمبر، قُبض على جوناثان مارتن البالغ من العمر 20 عامًا لارتدائه غطاء للرأس أو قناعًا في مكان عام، وأيضًا على السلوك غير المنضبط ومذكرتي توقيف معلقتين بسبب عدم دفع الغرامات وعدم المثول أمام المحكمة. تم العثور على مارتن في زي مهرج كامل، كامنًا في منطقة مشجرة بالقرب من مبنى سكني في كنتاكي.
في 1 أكتوبر، أفادت امرأة أنه بينما كانت تسير على درب ليلاً، خرج مهرج من الغابة واعتدى عليها وحاول جرها إلى الغابة. أفاد المسؤولون أن المرأة كانت قادرة على محاربة المهرج والهرب، بينما ذكروا أيضًا أن هذه هي أول مشاهدة للمهرج في مقاطعة كلارك.
في نفس اليوم، أخطأ رجل في باردستاون امرأة ترتدي زيً أفغانيًا أبيض وتمشي مع كلبها بحثًا عن مهرج وأطلق رصاصة تحذيرية باستخدام سلاح أي أر-15 لإخافتها.
طوال شهر سبتمبر، تلقت الشرطة تقارير متعددة عن «مهرج مخيف» في كل من بولينج جرين وجلاسكو .
في أواخر سبتمبر في لويزفيل، كانت هناك تقارير متعددة للشرطة تفيد بأن 5 إلى 6 أشخاص يرتدون أزياء المهرج شوهدوا وهم يتجولون في منطقة وسط المدينة ليلاً في شاحنة بيضاء.

#### لويزيانا
في 15 أكتوبر، تم القبض على شاب يبلغ من العمر 21 عامًا بعد حادثة في روزبين حيث كان يرتدي قناع مهرج ويلوح بمسدس إلى السائقين أثناء قيادته لسيارته.

#### ميْن
في 4 أكتوبر، ورد أن شخصًا يرتدي زي المهرج وقف في حي أورونو لمدة 15 دقيقة تقريبًا. كانت هناك أيضًا مشاهد في ستانديش، بانغور، كينيبنك، غورهام، بورتير، بورتلاند، ساكو، واتربورو، وويلز.

#### ميرلاند
في أكتوبر، بدأت الحسابات ذات الطابع المهرج من خلال وسائل التواصل الاجتماعي المختلفة في إرسال تهديدات لإطلاق النار على مدارس مقاطعة مدارس مقاطعة الأمير جورج. بالإضافة إلى ذلك، تم القبض على أربعة طلاب من مدرسة حدائق روزا المتوسطة بتهمة توجيه تهديدات مماثلة لمدرستين متوسطتين أخريين في إم سي بي إس.

#### ماساتشوستس
في 3 أكتوبر، ليلة الاثنين، طُلب من الطلاب في كلية ميريماك لفترة وجيزة أن يحتموا في مكانهم وتم إخلاء المبنى السكني بعد أن أبلغ أحدهم عن وجود مهرج مسلح في الحرم الجامعي. تلقت الشرطة في كلية إيمانويل «فيضانًا من المكالمات» من المشاهدات في الحرم الجامعي بعد منتصف ليل الثلاثاء بقليل. تم الإبلاغ عن حادثة مماثلة في جامعة ماساتشوستس - أمهرست في نفس ليلة الاثنين، بالإضافة إلى تقارير إضافية في لوويل ومناطق مختلفة أخرى.
في الساعة 2:11 صباحًا، في 22 سبتمبر، أبلغ رجل شرطة فيرمونتفيل عن شخص يرتدي زي مهرج. شوهد المهرج يسير على الطريق السريع إم-79 في ناشفيل. في الساعة 6:30 صباحًا يوم 4 أكتوبر، كان طلاب مدرسة متوسطة ينتظرون في محطة للحافلات في مقاطعة أليغان، رأوا مهرجًا يخرج من الغابة، يركض نحو بعض الطلاب الآخرين، ثم اختفى في الغابة. على الساعة 3 في الصباح الباكر من يوم 2 أكتوبر، اكتشف كريس هينكل البالغ من العمر 17 عامًا مهرجًا يقف في مغسلة سيارات في بلدة كلينتون، إحدى ضواحي ديترويت، أثناء القيادة في المنطقة مع الأصدقاء. لم يقترب المهرج من هينكل أو يؤذيه، قال هينكل إنه حاول تتبع سيارته. نشر هينكل مقطع فيديو عن ما حدث على تويتر، حيث انتشر مقطع الفيديو بسرعة. رفضت شرطة بلدة كلينتون التحقيق في فيما حدث، حيث لم يصب هينكل بأذى ولم يتلقوا أي تقارير أو شكاوى من مهرجين غريبين في المنطقة. قال هينكل إنه مر بسيارته بالقرب من مغسلة السيارات عدة مرات بعد ذلك في محاولة للعثور على المهرج مرة أخرى، لكنه لم يظهر.
بعد يومين، في 4 أكتوبر، تم الإبلاغ عن هجومين في ستيرلنج هايتس، وهي ضاحية أخرى في ديترويت بالقرب من بلدة كلينتون. في الحادث الأول، تم الاقتراب من صبي يبلغ من العمر 7 سنوات خارج منزله في الساعة 6:50 مساء من قبل شخص من لم يتم تحديد هويته، لديه «شعر أحمر وأنف أحمر وملامح وجه حمراء» ويمسك بأداة حادة؛ خدش المهرج ذراع الصبي بالشيء ثم هرب. لم يُعاني الصبي سوى إصابة طفيفة. في وقت لاحق من تلك الليلة الساعة 8:30 بعد الظهر، أفادت امرأتان تمشيان بأن ثلاثة ذكور بالغين يرتدون أقنعة مهرج اقتربوا منهم، وكان أحدهم يحمل مضرب بيسبول، وكانوا يصرخون بكلمات بذيئة ويضربون خفاش في سياج مجاور ثم يهربون. حققت شرطة ستيرلينغ هايتس في كلا الحادثين وطلبت المساعدة من الناس. في نفس اليوم، أصدرت إدارة الشرطة في ضاحية تروي في ديترويت، التي تحد مرتفعات ستيرلنغ، إشعارًا مفاده أن أي مهرجين رصدوا التعدي على ممتلكات الغير في المدارس أو على أي ممتلكات خاصة سيتم اعتقالهم واحتجازهم تلقائيًا. جاء الإشعار بعد تقارير عن وجود مهرجين في مدارس المنطقة خلال ساعات الدراسة، بالإضافة إلى التهديدات المتعلقة بالمهرجين التي يتم توجيهها إلى مدارس المنطقة على منصة تويتر. كما أعربوا عن قلقهم على سلامة المهرجين، الذين يخشون أن يتعرضوا للأذى من قبل المدنيين الخائفين الذين قد يحاولون الدفاع عن أنفسهم.
وفي 6 أكتوبر أيضًا، تعرضت فتاتان تبلغان من العمر 14 عامًا للترهيب على يد امرأتين مراهقتين ترتديان زي مهرج، قفزتا من السيارة وطاردتهما. وفي بيان صحفي عقب إلقاء القبض عليهم، وصفهم قائد شرطة روزفيل بـ «الحمقى».
في 7 أكتوبر، أنشأ طالب يبلغ من العمر 17 عامًا في كالامازو ملفًا شخصيًا مزيفًا لمهرج على فيسبوك وهدد بإطلاق النار على مدرستي ثانوية لوي نوريكس وكالامازو سنترال. تم القبض عليه فيما بعد وحوكم كشخص بالغ.

#### ميسيسيبي
في 21 سبتمبر، في تشولا، أبلغ قائد الشرطة عن رؤية مهرج يرتدي باروكة شعر مستعار متعدد الألوان، زي كامل، قناع، ويحمل ما يبدو أنه منجل. عند رؤية سيارة الشرطة، هرب المهرج. لا يزال مكانه مجهولاً.

#### ميسوري
أفاد أحد السائقين أنه رأى شخصًا يرتدي زي مهرج يتربص بالقرب من مدرسة الجمهورية الثانوية أثناء الليل في ريبابليك بولاية ميسوري.
كما شوهد أشخاص يرتدون زي المهرجين في بلات سيتي وجوبلين ونيوشو. أيضًا تم توجيه تهديدات تتعلق بالمهرجين في بلو سبرينغز بولاية ميسوري. كما تم الإبلاغ عن مشاهدات المهرجين في حرم كلينتون وفرساي وجامعة ميسوري.

#### مونتانا
في 12 أكتوبر، تم الاستشهاد بصبي يبلغ من العمر 15 عامًا لسلوك غير منظم بسبب تهديد مزعوم في 5 أكتوبر نُشر على فيسبوك. كان التهديد يتمثل في قيام مهرج بقتل الطلاب في مدارس ميسولا.

#### نبراسكا
في أوائل أكتوبر، تم رصد أشخاص يرتدون زي المهرجين في لينكن وغراند آيلاند. في 5 أكتوبر، ألقي القبض على أربعة مهرجين مراهقين بتهمة التهديدات الإرهابية في غراند آيلاند. أحدهم كان بحوزته مسدس بي بي.

#### نيفادا
في سباركس، طارد رجل مشبوه ثلاثة رجال يرتدي زي مهرج ويمسك منجل بالقرب من مجمع شادو ماونتن الرياضي. ولكن تبين بعد ذلك أنها حادثة مزيفة وأنشأها نفس الرجال الذين من المفترض أنهم رأوا المهرج.

#### نيو هامبشاير
في دورهام، نيو هامبشاير، أبلغ طلاب كلية الأمم المتحدة (جامعة نيو هامبشاير) الشرطة أن شخصًا يرتدي زي مهرج زاحف كان يتجول في الحرم الجامعي. وتابعت الشرطة التقرير الذي زعمت أنه تم العثور على المهرج بدون أسلحة باستثناء مكبر الصوت. من غير المعروف لماذا كان لدى المهرج مكبر صوت.

#### نيو جيرسي
يوم الاثنين، 4 أكتوبر، حوالي الساعة 10 في المساء، رجل يرتدي قناع مهرج ويحمل منجلًا بلاستيكيًا يخيف امرأة في متجر كويك تشيك في بارسيباني. كما أصيب شاهد عيان آخر بالخوف من قبل نفس الشخص الذي هرب بعد ذلك عبر ثقب في السياج في الجزء الخلفي من المبنى. لم يتمكن مسؤولو الشرطة من تحديد مكان المشتبه به في البداية، لكنهم تعرفوا لاحقًا على الشخص باعتباره قاصرًا. صرح مسؤولو الشرطة أن هذه كانت مزحة مضللة وغير ضارة في النهاية.
في فيليبسبرغ، ادعى صبي أن مهرج طارده بالسيف. يقول الولد أنه سمع المهرج يقول «سأحصل عليك».
كما تم رصد أشخاص يرتدون زي المهرجين في باوند بروك، هانتردون، مونرو، نورث بلينفيلد، ترنتون وسبوتسوود. تم اعتقال طالب بالمدرسة المتوسطة من سينامينسون لمضايقته طلاب يرتدون زي المهرج.

#### نيو مكسيكو
في الأسبوع الأول من أكتوبر، تلقت الشرطة في هوبز تقارير متعددة عن مشاهدة مهرجين. لم يتمإجراء أي اعتقالات. في الأسبوع الثاني من أكتوبر، كانت هناك تقارير عن مهرجين مسلحين بمضارب بيسبول يتجولون في روزويل.
في 9 أكتوبر، تم القبض على ثلاثة قاصرين يرتدون أقنعة مهرج خارج متجر لملابس الأطفال في ألباكركي. تم العثور بحوزتهم على سلاح ناري.

#### نيويورك
في 28 و 29 سبتمبر، تم الإبلاغ عن مشاهد في برينتوود وشمال بابلون في لونغ آيلاند. واصلت منطقة مدارس شمال بابلون «الإغلاق» في اليوم التالي، واستخدمت منطقة مدرسة ليندنهورست الاحتياطات. يعني «الإغلاق» أنه لا يُسمح لأي شخص بالدخول أو المغادرة خلال ساعات الدراسة. ظهر حساب على تويتر بعنوان «سوفولك كلاونز» (LIClowns)، يصدر (ربما يمزح) تهديدات للعديد من المناطق التعليمية وينشر صور مهرجين. ومع ذلك، فقد تم تعليق الحساب منذ ذلك الحين.
في 5 أكتوبر، قام رجل يرتدي ملابس المهرج بتخويف فتى يبلغ من العمر 16 عامًا بسكين في مترو أنفاق في مانهاتن وحاول منعه من السير عبر المدخل حيث كان مترو الأنفاق على وشك الدخول إلى محطة الشارع رقم 96. ركض الصبي إلى خارج المركز وهرب الرجل. في 13 أكتوبر، تم اعتقال رجل يبلغ من العمر 53 عامًا ووجهت إليه تهمة التهديد. في 8 أكتوبر، شوهد مهرج في حرم كلية مجتمع روكلاند. في 9 أكتوبر، شوهد مهرج يحاول جذب الناس إلى الغابة في سلواتسبيرغ. في 10 أكتوبر، طارد مهرج فتاة كانت تمشي مع كلبها في هاريمان ستيت بارك.
بعد المشاهدة في جامعة سانت بونافنتورا، أصدر مسؤولو المدرسة بيانًا في 5 أكتوبر يطلبون فيه من الطلاب ألا يأخذوا الأمور بأيديهم عند مواجهة مواقف يحتمل أن تكون خطرة. تقول التقارير أن الطلاب قد أنشأوا ورقة تسجيل لـ «جيش مكافحة المهرجين» وشوهد الطلاب فيما بعد وهم يتجولون في الحرم الجامعي مسلحين بمضارب بيسبول.

#### كارولاينا الشمالية
في 4 سبتمبر، أبلغ أطفال في حي وينستون-سالم الشرطة عن شخص كان يرتدي زي مهرج يحاول استدراجهم إلى بعض الغابات. وصفوه بأنه يرتدي زي كامل وقفازات بيضاء وحذاء أحمر وشعر كثيف أحمر. وصف وجهه بأنه أبيض ولديه أنف أحمر. يزعمون أنه قدم لهم المكافآت إذا ذهبوا معه. وفقا للشرطة، سمع شخص بالغ المهرج لكنه لم يره.
في 7 سبتمبر، أفاد شاهد أنه رأى شخصًا يرتدي قناع مهرج مخيف، وشعر مستعار مجعد أحمر، وقميص أصفر منقط، وسروال مهرج أزرق وأحذية مهرج يخرج من الغابة بالقرب من مجمع سكني في حوالي الساعة 10 صباحًا في غرينسبورو، على الرغم من اختفاء المهرج بعد أن حاول شاهد آخر مطاردة المهرج بساطور.

#### شمال داكوتا
في 10 أكتوبر، تلقت الشرطة في رولا تقارير عن شخص يرتدي زي مهرج مسلح بساطور.

#### أوهايو
في 27 سبتمبر، حوالي الساعة 2 صباحًا، اتصلت امرأة بشرطة لانكستر وذكرت أنها شاهدت مهرجًا يحمل سكين مطبخ كبير في يده. قال شهود عيان في الموقع للشرطة إنهم شاهدوا مهرجين، أحدهما يرتدي بدلة ذهبية بها بالون والآخر يرتدي بدلة سوداء بالكامل. فشلت الشرطة في العثور عليهم.
في 29 سبتمبر، تعرضت امرأة لاعتداء أثناء تواجدها في شرفة منزلها بينما كانت تدخن. ادعت أن رجلاً يرتدي زي مهرج أمسك بحلقها وقال «يجب أن أقتلك الآن» كما ذكرت الضحية أنه قال إن «بعض الطلاب والمدرسين يتمنون لو لم يولدوا في المدرسة المتوسطة والثانوية اليوم». دفع ذلك مدير مدرسة ريدينغ تشاك لافاتا إلى إلغاء فصول يوم الجمعة في المنطقة، مما دفع مدرسة ماونت نوتردام المحلية الخاصة إلى الإغلاق أيضًا. كما تم القبض على طالب ثانوي بعد أن قام بتهديد مهرج باستخدام الإنترنت.
في يوم الأحد، 2 أكتوبر، قُبض على ما مجموعه سبعة أشخاص في سينسيناتي بسبب تهديدات تتعلق بالمهرج. وقد اتُهم هؤلاء الطلاب بالتحريض على الذعر بزعم الإيحاء بإنشاء «فريق مهرجين» في مدارسهم. في 4 أكتوبر، تعرضت محطة وقود سبيدواي في دايتون للسرقة من قبل ثلاثة أفراد، أحدهم كان يرتدي قناعًا جراحيًا والآخر قناع جاي فوكس والآخر قناع مهرج.
ردًا على الحوادث المختلفة، نشر عمدة مقاطعة دارك، توبي سبنسر، تحديًا لأولئك الذين قد يفكرون في بدء مقلب مهرج، «... اعتبارًا من اليوم أصدرنا 6125 تصريحًا (حمل مخفي) في مقاطعة دارك وحدها. قد تسأل نفسك أيضًا كيف سيكون حظك اليوم.»
كان يعتقد أن المهرجين سيزورون مدرسة في لوولفيل مما دفع الشرطة إلى التحقيق.

#### أوكلاهوما
كان هناك مشاهدات في أوكلاهوما سيتي، مور، مكلستر، تلسا، وتشيكاشا، بالإضافة إلى ميامي.
خلال مساء يوم 7 أكتوبر، واجه العديد من سكان حي مور بولاية أوكلاهوما شخصين يرتديان ملابس المهرج، وحذروهما من العواقب الوخيمة التي قد يواجهونها إذا استمروا في أنشطتهم. يبدو أن الشخصين كانا يتسكعان في ملعب في الحي، وهما يتربصان بشكل مريب ويخيفان الأطفال. خلال المواجهة فر أحد المهرجين، لكن المهرج الآخر بقي طوال مدة الحديث، وفي النهاية جاء ليرى الحقيقة فيما كان يقوله السكان - وأزال زي المهرج.
في 16 أكتوبر خارج حدود مدينة بريور، أوكلاهوما تعرضت سائقة سيارة لهجوم من قبل اثنين من المهرجين بعد أن تم إيقافها من قبل امرأة تتظاهر بأنها سائقة سيارة بحاجة إلى المساعدة. وقالت إن المهرجين سحبوا السائقة بالقوة من سيارتها وخنقوها وأطفأوا سيجارة على وجهها وكتبوا عبارة «مهرج» على جبينها. فيما بعد اعترفت بأنها اختلقت القصة وقالت إنها مسؤولة عن إصاباتها.

#### أوريغون
أفادت امرأة في 30 سبتمبر أن مهرجًا حاول اقتحام سيارتها بالقرب من ميدان أوبراينت في بورتلاند. قُبض على الرجل في سنترال بوينت في 5 أكتوبر بعد أن نشر صوراً لنفسه مرتدياً زي مهرج وتعدي على ممتلكات الغير في مختلف المدارس الثانوية المحلية. تم حجزه في سجن مقاطعة جاكسون وواجه تهم السلوك غير المنضبط والتعدي على ممتلكات الغير.
في 6 أكتوبر، تم القبض على رجل يبلغ من العمر 55 عامًا يرتدي قناع مهرج بتهمة التهديد في مدرسة فلويد لايت المتوسطة في بورتلاند. واجه مساعد المدير الرجل، الذي زُعم بعد ذلك أنه هدد بإيذائه. واجه المشتبه به تهم التهديد والسلوك غير المنضبط. كان هناك ما لا يقل عن ثماني مشاهدات «لمهرج مخيف»، واستجابت الشرطة في بعض الحالات، في مقاطعة دوغلاس منذ 1 أكتوبر.

#### بنسلفينيا
في 18 سبتمبر، في جامعة ولاية بنسلفينيا، شوهد شخص يرتدي زي مهرج وهو يتصرف بغرابة في موقف سيارات جمعية الشبان المسيحية في الصباح الباكر. في أواخر سبتمبر، ذكرت تقارير أن شخصًا يرتدي زي مهرج غاضب ومعه سكين، شوهد حول المناطق المشجرة خلف مدرسة كيستلر الابتدائية. كما تم الإبلاغ عن شائعات عن مهرج يهدد منطقة مدارس وادي كمبرلاند. أبلغ طلاب كلية يورك عن مشاهدات عديدة داخل الحرم الجامعي وخارجه. أكدت كل من إدارة شرطة إيري وشرطة ولاية بنسلفانيا أنه في مدينة إيري، كانت هناك مشاهدات متعددة للمهرجين خلال شهر سبتمبر.
في 25 سبتمبر، تم العثور على كريستيان توريس البالغ من العمر 16 عامًا مطعونًا حتى الموت على الشرفة الأمامية بعد مشاجرة أثناء حفلة في ريدينغ عندما ظهر رجل يرتدي قناع مهرج في الحفلة. اعتُقل المهاجم، أفيري فالنتين-بير البالغ من العمر 29 عامًا، ووجهت إليه تهمة القتل العمد من الدرجة الأولى.
في أكتوبر، قُبض على مهرج بعد تهديده الأطفال وهم في طريقهم إلى المدرسة في وايتهول بمقاطعة أليغيني. في 3 أكتوبر، أصدرت شرطة ولاية بنسلفينيا «نشرة توعية المجتمع» والتي تناولت على وجه التحديد التقارير التي ظهرت في الأخبار ووسائل التواصل الاجتماعي في جميع أنحاء البلاد. كانت النبرة العامة للنشرة تحذيرية، لكنها في نفس الوقت عززت فكرة أن العديد من التهديدات الخاصة بالمهرجين الذين يهاجمون المدارس «لم يتم التحقق منها». تذكر النشرة أيضًا مشاهدات المهرجين في عقد الثمانينيات في مدن أمريكية مختلفة، بالإضافة إلى توفير رقم هاتف وعنوان بريد إلكتروني ومعلومات حول تطبيق هاتف ذكي يمكن للمواطنين استخدامه لإبلاغ السلطات عن سلوك مريب. في نفس اليوم، قابلت صحيفة باكس كاونتي كورير تايمز (Bucks County Courier Times) جويس ميدير، المعروفة أيضًا باسم «بابلز ذا كلاون» (Bubbles the Clown) على الرغم من حدوث ظاهرة «المهرج المخيف». ميدير هي مهرجة محترفة في بلدة أبينغتون، وهي تقدم الترفيه للأطفال. وصفت نفسها بأنها مهرجة «سعيدة» و «مسلية»، وأعربت ميدير عن خيبة أملها بسبب رعب المهرج الأخير، مستشهدةً بمخاوفها المكتشفة حديثًا من احتمال حدوث مشاجرات مع تطبيق القانون عندما ترتدي ملابس عامة كمهرجة. تستمر ميدير لتقول في المقابلة إنها تخطط للتوجه إلى زملائها في مجتمع المهرجين المحترفين «لمعرفة كيف يتأثرون وماذا يفعلون حيال هذا الوباء».
بعد مشاهدة مزعومة في يونيفيرسيتي بارك، في 3 أكتوبر، تجمع طلاب جامعة ولاية بنسلفينيا معًا من أجل «اصطياد مهرج». تقول التقارير أن عدد الطلاب الذين حضروا هذا البحث تراوح ما بين 500 إلى 1000. بعد أعمال الشغب/المطاردة، ذكرت الشرطة أنهم لا يعتقدون أن هناك أي مشاهد فعلية للمهرجين، وذكروا أيضًا أنه لم يكن هناك أي ضرر بالممتلكات ولا إصابات ولا عنف.

#### بورتوريكو
تم الإبلاغ عن ما لا يقل عن عشر حالات مشاهد في بورتوريكو، بما في ذلك تم الإبلاغ عن مهرج يتربص حول منزل في غواينابو.
في 12 أكتوبر، في ريو بيدراس، قام ثلاثة مهرجين بسرقة زوجين في أحد الشوارع. في الأسبوع التالي، أبلغ رجل في ريو بيدراس أنه تعرض للسرقة تحت تهديد السلاح من قبل مهرج وسرق هاتفه وأمواله.

#### رود آيلاند
في 4 أكتوبر، ذكرت مجلة بروفيدنس أن تهديدات وسائل التواصل الاجتماعي وجهت ضد مدرسة تولمان الثانوية وغوف جونيور الثانوية في بوتكيت والتي أثارت شائعات عن مشاهدة المهرجين. كانت هناك أيضًا تقارير عن مهرج يحمل منجلًا يطارد الناس خارج سلاتر بارك في ثلاث مناسبات منفصلة، وأن مهرجًا شوهد يتسكع حول المدارس في نفس المدينة. تم القبض على صبي في سن المراهقة بعد فترة وجيزة لتوجيه تهديدات ضد المدارس على وسائل التواصل الاجتماعي باستخدام أقنعة المهرج. في كوفنتري، اضطر طلاب المدارس الابتدائية إلى قضاء عطلتهم في الداخل بعد أن ذكر منشور على وسائل التواصل الاجتماعي أن مهرجًا سيظهر في مدرسة هوبكنز هيل.
شوهد مهرج ذو وزن زائد في روجر ويليامز بارك.

#### كارولاينا الجنوبية
على الرغم من الإبلاغ عن المشاهدات في البداية في كارولاينا الجنوبية في منتصف أغسطس، إلا أن هذه الظاهرة بدأت في الانتشار شمالًا من أواخر أغسطس حتى نهاية سبتمبر.
في 21 أغسطس 2016، كان هناك مشهد مزعوم لمهرج في غرينفيل في مجمع شقق فليتوود مانور. وبحسب ما ورد شاهد الأطفال في المجمع مهرجين أو مجموعة من المهرجين يحاولون الهمس أو التحدث إلى الأطفال. أخبر الأطفال والديهم أن المهرجين المزودين «بأضواء الليزر الخضراء الوامضة» قالوا إنهم يعيشون في منزل مهجور في الغابة بالقرب من بحيرة صغيرة. جاءت شرطة غرينفيل إلى المجمع للتحقيق، ووجدت أثرًا في الغابة يؤدي إلى منزل وبحيرة صغيرة، ولكن لم يتم العثور على دليل على وجود مهرجين أو أدوات مهرج. في حين أن بعض هذه التقارير كانت غير ضارة، لكن كانت تقارير أخرى أكثر ريبة. في إحدى الحالات، أبلغت امرأة أن شخصًا يرتدي زي المهرج كان يقف في فناء منزلها الخلفي وهرب بعيدًا وهي تلتقط صورة. في إحدى الحالات، سمع أحدهم رنين سلاسل وضجيجًا عند باب منزله الأمامي. بينما تشير حالات أخرى إلى وجود مهرج يقدم المال أو الحلوى للأطفال لمتابعته إلى الغابة.

#### جنوب داكوتا
في 4 أكتوبر، ألقي القبض على رجل يبلغ من العمر 19 عامًا يرتدي زي المهرج في حرم جامعة ولاية ساوث داكوتا في بروكينغز بتهمة السلوك غير المنضبط. يُزعم أنه كان يخيف الطلاب.

#### تينيسي
في 19 سبتمبر، في سوميتفيل، جُرح صبي يبلغ من العمر 15 عامًا بسكين من قبل رجل يرتدي قناع مهرج.
في 27 سبتمبر، في دييرسبورغ، تم إغلاق مدرسة دييرسبورغ المتوسطة بعد الإبلاغ عن مهرج في ممتلكات المدرسة.
في 28 سبتمبر، في جامعة كارسون نيومان في مدينة جيفرسون، ورد أن هناك مشاهدات للمهرجين في الحرم الجامعي.

#### تكساس
في 30 سبتمبر، تم توجيه تهديدات تحت عنوان المهرج ضد مدرسة تِمبل الثانوية في تِمبل.
في 3 أكتوبر، هاجم شخص يرتدي زي مهرج شخصًا في مجمع سكني في جامعة ولاية تكساس. قالت الضحية إن المهرج المزعوم حاول الإمساك بها قبل أن تتمكن من الهروب. ثم غادر المشتبه به في اتجاه غير معروف، بحسب شرطة الجامعة.
في 5 أكتوبر الساعة 9 صباحًا، أمرت منطقة تولوسو ميدواي التعليمية المستقلة، التي تضم حوالي 4000 طالب في مدارسها الخمس بالإغلاق، قالت المشرفة سو نيلسون يوم الأربعاء بعد أن قال سائق حافلة وكتب على الشاشة في الحافلة إنهم رأوا مهرجًا يجلس داخل سيارة بالقرب من إحدى المدارس.
في صباح يوم 6 أكتوبر، أفاد السكان بأن مهرجًا كان يطرق أبواب المنازل في حي مانور. ألقي القبض على شاب يبلغ من العمر 18 عامًا، وعثرت الشرطة على قناع مهرج يخص المشتبه به.
تم وضع مدارس منطقة مدرسة هيوستن المستقلة في حالة إغلاق بعد تهديدات متعلقة بالمهرج نُشرت على وسائل التواصل الاجتماعي. في 11 أكتوبر، تم اقتحام منزل في غينسفيل بواسطة ثلاثة مراهقين مهرجين بأقنعة، وأصيب صاحب المنزل في وجهه وذراعه بمسدس بي بي. تم القبض على مراهق يبلغ من العمر 13 عامًا وشخصان يبلغان من العمر 14 عامًا.

#### يوتا
في 3 أكتوبر، في سانت جورج، يوتا، أبلغت امرأة للشرطة أنه أثناء سيرها، خرج شخص يرتدي زي مهرج من سيارة وطاردها، على الرغم من أنها أوضحت في مقابلات المتابعة أن هذا الشخص لم يفعل شيء سوى التحديق بها دون أن يقول لها أو يفعل أي شيء لها.
أيضًا في 3 أكتوبر، قرب منتصف الليل في بروفو بولاية يوتا، أبلغت امرأة للشرطة أن شخصًا يرتدي زي مهرج ركض عبر ساحة ضاحيتها.

#### فيرمونت
في 5 أكتوبر، في ويليستون، ألقي القبض على صبي يبلغ من العمر 15 عامًا بعد اتهامه بارتداء قناع مهرج وضرب نوافذ الفصل في مدرسة جان جارفين للشباب والخدمات العائلية. واجه اتهامات بالسلوك الفوضوي وإثارة الذعر.

#### فرجينيا
في 25 سبتمبر، تم إخطار مكتب عمدة مقاطعة أوغوستا بالمشاهد في شارع 100 من طريق ريفر بيند في فورت ديفيانس. جاءت المكالمة من أحد السكان الذي كان يصطاد السمك في المنطقة مع ولديه. وبحسب الساكن، اقترب منه أشخاص فروا من المنطقة بعد أن اكتشفوا عدة مهرجين في الغابة المجاورة. حتى 27 أكتوبر، لم يتم إجراء أي اعتقالات في هذه القضية.
في 6 أكتوبر، تم الإبلاغ عن مهرج في حرم جامعة جيمس ماديسون. قام الطلاب المسلحين برذاذ الفلفل ومضارب البيسبول بتشكيل مجموعات متفرقة لمطاردة المهرج، على الرغم من أن المشاهدة تبين لاحقًا أنها خدعة.
يحظر قانون ولاية فرجينيا على أي شخص يزيد عمره عن 16 عامًا ارتداء قناع لإخفاء هوية المرء.

#### واشنطن
في 3 أكتوبر، تلقى العديد من الطلاب في مدرسة روجرز الثانوية في بويالوب رسائل نصية لشخص يرتدي زي مهرج يهدد بقتل الطلاب في المدرسة. أفاد شخص أن شخصًا يرتدي زي مهرج شوهد يحمل سكينًا بالقرب من حرم المدرسة في صباح اليوم التالي. في 4 أكتوبر، تم إغلاق المدرسة ووجدت الشرطة قناعين للمهرج في الغابة المجاورة للمدرسة. تم إغلاق مدرستين أخريين في مقاطعة بيرس، مدرسة إميرالد ريدج الثانوية وغلاسيير فيو المتوسطة في 4 أكتوبر بسبب التهديدات. يجري التحقيق في القضية من قبل مكتب شرطة مقاطعة بيرس ومكتب التحقيقات الفيدرالي.

#### واشنطن العاصمة
في أوائل أكتوبر، تم القبض على فتاة تبلغ من العمر 14 عامًا بسبب اتصالها هاتفيًا بتهديد عمل مهرج لمدرسة ماكينلي المتوسطة.

#### فرجينيا الغربية
في أوائل أكتوبر، في فيرمونت، تم القبض على رجل يبلغ من العمر 34 عامًا بتهمة الاعتداء بعد الإبلاغ عن حادثة ارتدى فيها الرجل قناع مهرج، وحمل مضرب بيسبول، وطارد أربعة أطفال، تتراوح أعمارهم بين 6 و 11 عامًا.

#### ويسكونسن
في 1 أغسطس، أبلغ سكان ولاية ويسكونسن عن رؤية غاغز مهرج الخليج الأخضر (Gags the Green Bay Clown). كانت هناك صور يتم مشاركتها عبر وسائل التواصل الاجتماعي، مما أدى إلى نسخ مقلدة في جميع أنحاء البلاد والعالم. كانت هناك تكهنات بأن هذا المهرج مرتبط بفيلم رعب مستقل بسبب العرض الأول حول يوم الهالوين.
في 7 أكتوبر، تم القبض على زوجين من ميناشا يرتديان زي مهرجين لإهمال وترك طفلهما البالغ من العمر 4 سنوات وحده في المنزل بينما كانا بالخارج لإخافة الناس.

#### وايومنغ
في أوائل أكتوبر، أفاد المواطنون أن المهرجين المخيفين يتجولون في متاهات ويلتقطون صور سيلفي في مقاطعة ناترونا.

### الإنترنت
في أحد الأمثلة، أشارت التهديدات بالعنف وصورة المهرج نفسها إلى 24 مدرسة على الأقل في منطقتي فينيكس يونيون وغلينديل، أريزونا فالي.
في يوم الاثنين، 26 سبتمبر، لم يحضر حوالي 1500 من طلاب مدرسة مارديل الثانوية (ما يقرب من نصف الطلاب) بعد ظهور التهديدات الأولى على الإنترنت.
في 1 أكتوبر، تم إغلاق المدارس في هامبورغ، بنسلفانيا بسبب تهديد المهرج على فيسبوك وتويتر من قبل مجموعة تحمل اسم «لن نعبث» (Aint Clownin Around). نص الرسالة «سنكون في جميع المدارس الثانوية يوم الجمعة لأي من خطف الطلاب أو قتل المعلمين وهم يذهبون إلى سياراتهم. . . WeNotClowninAround#.»
في فيلادلفيا، تم نشر تهديدات ضد الطلاب والمدارس على مواقع التواصل الاجتماعي، مما دفع مكتب التحقيقات الفيدرالي وفرقة العمل المعنية بالإرهاب لمساعدة الشرطة في التحقيق. لم يتم الإعلان عن الطبيعة الدقيقة لهذه التهديدات. 
أثرت مثل هذه التهديدات على وسائل التواصل الاجتماعي أيضًا على مدرستين في ألاباما، جامعة أوبورن، مدرسة فيربورن الثانوية، كولومبوس، أوهايو، بعض مدارس منطقة لاس فيغاس.

## تحليل نقدي
تشمل التفسيرات أن بعض مشاهدات المهرج كانت عبارة عن أعمال ترويجية مثيرة لفيلم روب زومبي 31 أو فيلم أندريس موسكيتي في عام 2017 إت، المقتبس من رواية ستيفن كينج إت، وكلاهما يضم شخصية واحدة أو أكثر يرتدون زي المهرجين.
قال المؤلف والفلكلوري بنجامين رادفورد، الذي كتب الكتاب الوافعي باد كلاونز (Bad Clowns)، إن هذا الجنون يمكن أن يكون مثالًا على «تأثير كرة الثلج»، حيث تمتزج الشائعات والمخاوف المشروعة مع ميل الإنسان إلى قصة جيدة.
رفض موقع ذا فريج المشاهدات باعتبارها حالة من الهستيريا الجماعية، مشير إلى أن الخوف من المهرجين (وهو أمر شائع عند الأطفال والبالغين) قد يكون سببًا أساسيًا. ادعى موقع فوكس أيضًا أن "ذعر المهرج العظيم" لعام 2016 قد استمر إلى حد كبير من قبل الجميع باستثناء المهرجين الفعليين."